# 김천 직지사 괘불도
김천 직지사 괘불도(金泉 直指寺 掛佛圖)는 대한민국 경상북도 김천시 직지사에 있는 조선시대의 불화이다. 2019년 6월 26일 대한민국의 보물 제2026호로 지정되었다.

## 개요
'김천 직지사 괘불도'는 1803년에 제작된 괘불로, 현재 알려진 19세기 괘불 중 가장 이른 예에 해당하고 규모도 가장 크다. 머리에 보관(寶冠)을 착용한 보살형 본존이 양손으로 연꽃을 받쳐 들고 정면을 향해 당당하게 서 있는 독존(獨尊) 형식의 괘불도이다. 괘불 하단에 쓰인 화기(畵記)를 통해 직지사를 중심으로 경북권역에서 활동한 제한(濟閑)을 비롯하여 위전(偉傳), 탄잠(綻岑), 부첨(富添), 신화(信和) 등 총 13명의 화승들이 제작한 작품임을 알 수 있다.
단독의 보살형의 본존을 중심으로 화면 상단에는 작게 10위의 시방제불과 5위의 보살상을 배치한 간단한 구성이나, 앞 시기 괘불의 중량감 넘치는 형태에서 가늘고 늘씬한 형태미로 변모한 점, 섬세하고 유려한 선의 구사보다는 굵고 대담한 선묘가 돋보여 시대적 전환기에 제작된 불화의 특징을 보여주고 있다. 색감도 채도가 낮은 적색과 녹색의 대비로 18세기 보다는 시각적으로 다소 엄숙한 느낌이며, 일부 권속에 국한되어 적용되던 음영법이 본존에까지 확대 적용되는 등 시대적 미감(美感)이 반영되어 있다. 
높이 12m 이상 되는 대형 불화임에도 불구하고 도상의 배치, 상․하축의 조형성, 색채감과 선묘 등 여러 면에서 19세기 불화를 대표할 만큼 우수하다고 평가되는 작품으로, 한국불교회화사에서 19세기의 첫 장을 여는 선구적인 작품이라는 상징성에 비추어 보물로 지정하여 보호하는 것이 타당하다.

## 참고 자료
- 김천 직지사 괘불도 - 국가유산청 국가유산포털